# Zuhause wartet Natascha
Singles de Mireille Mathieu
Wenn die Liebe nicht wär
(1979) Tage wie aus Glas
(1980)
Pistes de So ein schöner Abend
Wie ein heller Stern
Zuhause wartet Natascha est une chanson allemande interprétée par la chanteuse française Mireille Mathieu et publiée en Allemagne en 1979 chez Ariola.

## Crédits du 45 tours
Mireille est accompagnée par :
- le grand orchestre de Christian Bruhn pour Zuhause wartet Natascha et Ein romantischer Mann[1].

La photo de la pochette est de Norman Parkinson.

## Reprises
Aucune des deux chansons du 45 tours ne sera reprise par la chanteuse dans une langue étrangère, chose assez rare.

## Principaux supports discographiques
La chanson se retrouve pour la première fois sur le 45 tours du même nom paru en 1979 en Allemagne avec cette chanson en face A et la chanson Ein romantischer Mann. La chanson se retrouve ensuite sur l'album allemand de 1979, So ein schöner Abend. Ensuite, elle se retrouvera également sur quelques compilations CD comme celle sortie en 1998, Das Beste aus den Jahren 1977-87.